# Resolució 133 del Consell de Seguretat de les Nacions Unides
La Resolució 133 del Consell de Seguretat de les Nacions Unides, aprovada per unanimitat el 26 de gener de 1960, després d'examinar l'aplicació de la República del Camerun per a ser membre de les Nacions Unides, el Consell va recomanar a l'Assemblea general que la República del Camerun fos admesa.